# Ds van Lunzenhuis
Het Ds van Lunzenhuis is een 19e-eeuws rijksmonument in het Nederlandse dorp Odoorn, provincie Drenthe. Oorspronkelijk was het pand bedoeld als een armenhuis, maar in de 20e eeuw kwam het in gebruik voor ouderen.

## Geschiedenis
De diaconie van de Vrijzinnig Hervormde Gemeente besloot in 1858 tot de bouw van een armenhuis. Belangrijk pleitbezorger van dit huis was predikant Lieftinck. Op het terrein De Paasbergen kwam in 1860 het armenhuis gereed, naar ontwerp van W. van Ernst. 
In 1924 werd het armenhuis omgevormd tot een rusthuis.
In 1960 kreeg het pand de huidige naam Ds van Lunzenhuis, naar de Odoornse predikant Harm van Lunzen (1897-1969). De sociaal bewogen Van Lunzen maakte zich onder andere sterk voor de verzorging van ouderen en alleenstaanden.
In 1974 werd naast het pand het nieuwe zorgcentrum De Paasbergen geopend, waarna het Ds van Lunzenhuis werd gesloten. Het gebouw is enige tijd in gebruik geweest als dokterspraktijk, maar werd later weer verbouwd tot ouderenwoningen.

## Beschrijving
Het neoclassicistische pand heeft een L-vormige plattegrond en bestaat uit één bouwlaag. Rondom de ingang en de hoekvensters zijn gepleisterde omlijstingen aangebracht.
In het pand bevinden zich vier appartementen voor ouderen.